# Szent Mihály és Gábriel arkangyalok fatemplom (Almásbalázsháza)
Az almásbalázsházi Szent Mihály és Gábriel arkangyalok fatemplom műemlékké nyilvánított épület Romániában, Szilágy megyében. A romániai műemlékek jegyzékében az  SJ-II-m-B-05016 sorszámon szerepel.